# International Association for Vegetation Science
De International Association for Vegetation Science, afgekort IAVS, is een organisatie van wetenschappers die zich bezighouden met vegetatiekunde. De IAVS zet zich wereldwijd in voor de vegetatiekunde. Doel van de IAVS is vegetatiekundig onderzoek te bevorderen en vegetatiekundigen van over de gehele wereld met elkaar in contact brengen.

## Geschiedenis
In 1939 werd de voorloper van de IAVS, de 'International Phytosociological Society' (IPS) opgericht, deze was gevestigd in Montpellier. Na de Tweede Wereldoorlog werd de IPS opnieuw opgericht als 'Internationale Vereinigung für Vegetationskunde' (IVV). Op het Internationale Botanische Congres in Parijs van 1954 werd de vereniging verder geformaliseerd met het aannemen van de statuten. Deze organisatie was er in de eerste plaats voor Duitstalig Europa en hield van 1956 tot 1981 een jaarlijkse internationale bijeenkomst in Stolzenau en later in Rinteln. Binnen korte tijd evolueerden deze bijeenkomsten tot de belangrijkste congressen voor de vegetatiekunde, eerst in Europa en later zelfs in de wereld. In 1981 en 1982 is de organisatie in haar huidige vorm ontstaan met het aannemen van de huidige naam, met nieuwe statuten en de jaarlijkse internationale conferentie en studiereizen in verschillende landen.

## Taken en doelstellingen
De IAVS heeft als doel onderzoek en onderwijs in de vegetatiekunde te bevorderen, het promoten van publicaties op het gebied van de vegetatiekunde en het vergemakkelijken van wetenschappelijke en persoonlijke contacten tussen vegetatiewetenschappers van alle landen, het faciliteren van toepassingen van de vegetatiewetenschap en het verspreiden van kennis over de vegetatie.

## Publicaties
Journal of Vegetation Science, het eerste officiële tijdschrift van de IAVS, werd opgericht in 1990. Het tijdschrift bevat wetenschappelijke artikelen over vegetatiekundige onderwerpen. Het heeft een focus op artikelen die nieuwe methodes of concepten aandragen of theorieën testen.  Applied Vegetation Science werd opgericht in 1998. Het tijdschrift bevat artikelen met een meer toegepaste benadering van vegetatiekundige onderwerpen. Onderwerpen variëren van herstel van plantengemeenschappen tot de invloed die klimaatverandering heeft op vegetatie. 
IAVS Bulletin fungeert als de formele nieuwsbrief van de IAVS en dient ook als een formeel verslag van haar activiteiten.